# Hrušovany (Polepy)
Hrušovany jsou místní částí obce Polepy ležící v okrese Litoměřice. Uprostřed vsi se nachází kostel Narození Panny Marie a zvonice. Budovy nyní prochází rekonstrukcí.

## Historie
První písemná zmínka pochází z roku 1253.

## Obyvatelstvo
|                                                                 | 1869 | 1880 | 1890 | 1900 | 1910 | 1921 | 1930 | 1950 | 1961 | 1970 | 1980 | 1991 | 2001 | 2011 |
| --------------------------------------------------------------- | ---- | ---- | ---- | ---- | ---- | ---- | ---- | ---- | ---- | ---- | ---- | ---- | ---- | ---- |
| Obyvatelé                                                       | 354  | 420  | 423  | 425  | 341  | 361  | 366  | 273  | 275  | 273  | 224  | 179  | 168  | 160  |
| Domy                                                            | 58   | 65   | 73   | 80   | 81   | 76   | 73   | 71   | .    | 62   | 57   | 65   | 68   | 70   |
| Počet domů z roku 1961 je zahrnut v domech místní části Polepy. |      |      |      |      |      |      |      |      |      |      |      |      |      |      |

## Pamětihodnosti

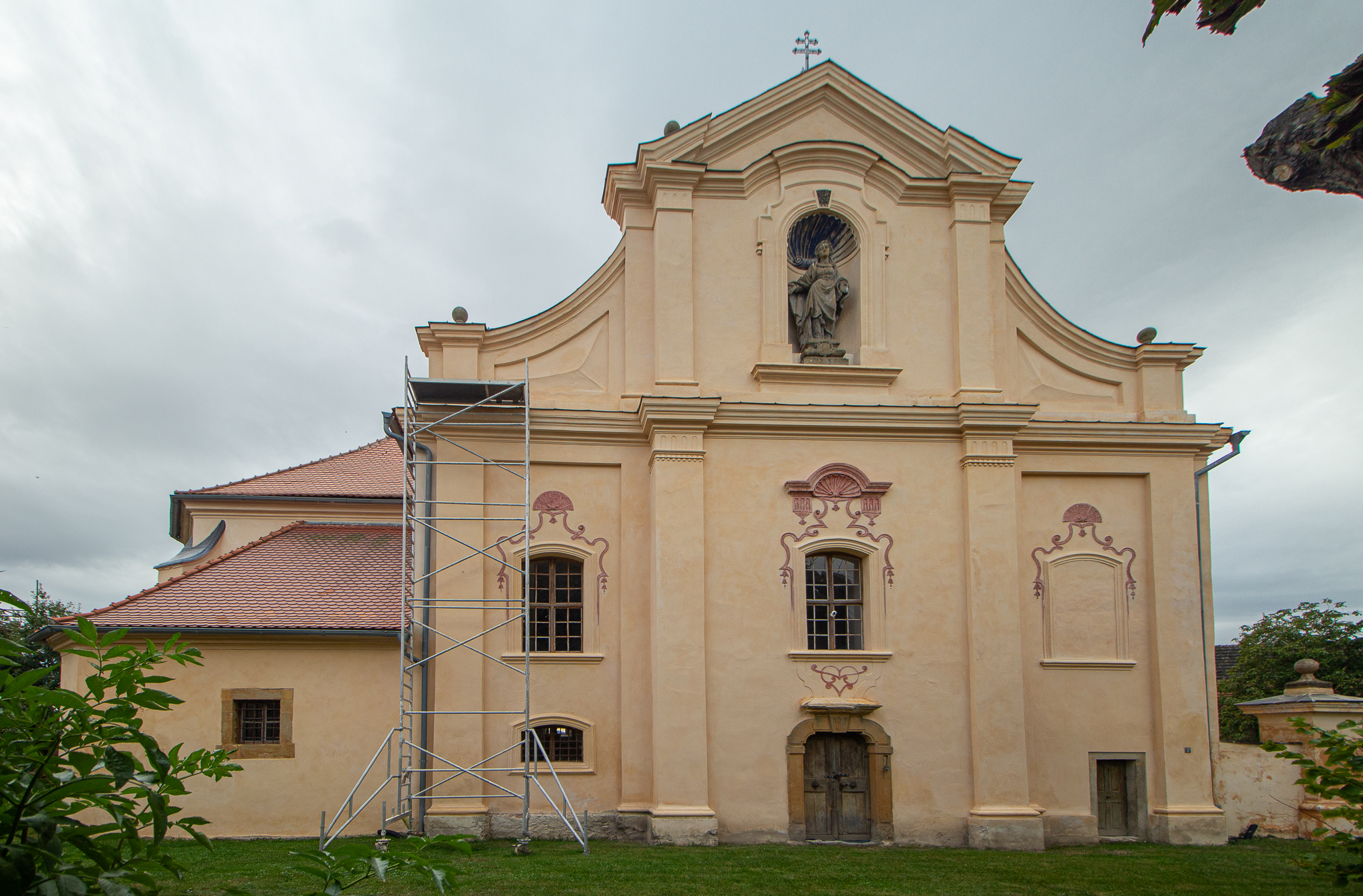
Kostel Narození Panny Marie

- Kostel Narození Panny Marie
- Socha svatého Jana Nepomuckého
- Venkovská usedlost čp. 29
- Venkovský dům čp. 28